# طراحی به نفع عموم
طراحی به نفع عموم(Public interest design) طرحی مشارکتی و انسان محور می‌باشد که تأکیدی بر «چارچوب حسابداری سه بخشی» طراحی پایدار دارد که شامل مسایل اجتماعی، اقتصادی و محیطی می‌باشد و همچنین بر طراحی محصولات، سازه‌ها و سیستم‌هایی که مسایلی از قبیل توسعهٔ اقتصادی و حفظ محیط را مورد خطاب قرار می‌دهند. شروع ان در اواخر دههٔ ۱۹۹۰، چندین کتاب، مراسم و نمایشگاه‌ها، حرکت جدیدی را ایجاد کردند و در طراحی به نفع عموم سرمایه‌گذاری کردند، که معمولاً به این صورت گفته می‌شود که حرکتی یا زمینه‌ای رسمیت عمومی بدست آورده‌است.

## تاریخچه
طراحی به نفع عموم از جنبش طراحی اجتماع نشات گرفته‌است، که در سال ۱۹۶۸ آغاز شد بعد از اینکه رهبر حقوق شهروندی آمریکا Whitney Young چالشی را برای شرکت کنندگان کنگرهٔ ملی مؤسسهٔ آمریکایی معماران (AIA) به وجود آورد. (شما حرفه‌ای ندارید که بوسیلهٔ مشارکت‌های شهری یا اجتماعی تان به قیمت حقوق شهروندی متمایز شده باشید، و مطمئن هستم این قضیه برای شما شوک اور نیست. شما بیشتر بوسیلهٔ سکوت رعد اسا و بی ربطی کاملتان متمایز شده‌اید)" پاسخ به چالش Young، تأسیس مراکز طراحی اجتماع در سرتاسر آمریکا بود. (CDCs)؛ که اغلب با حمایت دانشگاه‌های محلی تأسیس می‌شدند، و خدمات طراحی متفاوتی را از قبیل خانه سازی بصرفه در همسایگی شان را فراهم می‌کنند.
در مدارس معماری، برنامه‌های ساختن/ طراحی، توسعهٔ نیازهای طراحی محلی را فراهم می‌آورد، به‌ویژه در مناطق دارای درآمد پایین و محروم. یکی از اولین برنامه‌های ساختن/طراحی، پروژهٔ ساختمانی Vlock دانشگاه Yale در دانشکدهٔ معماری Yale در سال ۱۹۶۷ بود، که در این پروژه از دانشجویان درخواست شد خانه سازی با درآمدی پایین طراحی کنند.
یکی از عمومی‌ترین برنامه، برنامهٔ ساختن/ طراحی استودیو روستایی دانشگاه Auburn بود، که در سال ۱۹۹۳ تأسیس گردید. پروژهٔ اول این استودیو، Bryant House بود که در سال ۱۹۹۴ با هزینهٔ ۱۶٫۵۰۰ دلار به اتمام رسید.

## طراحی به نفع عموم از دههٔ ۱۹۹۰ تا به امروز
سهم طراحی به نفع عموم– به‌ویژه معماری از لحاظ اجتماعی مسئول- در طول دههٔ ۱۹۹۰ شروع به رشد کرد و تا اوایل دههٔ هزارهٔ جدید ادامه یافت. کنفرانس‌ها، کتاب‌ها و نمایشگاه‌هایی برای نمایش این طرح کردند، در کنار مراکز طراحی اجتماع که بعد از به اوج رسیدنشان در دههٔ هفتاد، به شدت کاهش یافتند.
سازمان‌های غیرانتفاعی- از جمله معماری برای بشریت، BaSic Initiative، Design Corps، Public Architecture، Project Hو MASS Design Group شروع به فراهم آوردن خدمات طراحی کردند که به بخش بیشتری از جمعیت نسبت بهطراحی سنتی سرویس دهی می‌کرد.
بسیاری از سازمان‌های طراحی منفعت عمومی نیز آموزش و برنامهٔ آموزشی برای دانشجویان معماری و فارغ التحصیلان این رشته فراهم می‌کنند. در سال ۱۹۹۹، شرکت Rose Architectural Fellowship تأسیس گردید، که به معماران جوان موقعیت‌هایی برای کار بر روی طراحی‌های سه ساله و پروژه‌های توسعهٔ اجتماع در مناطق کم دارمد را ارائه داد.
دیگر سازمان‌هایی که از طریق این سازمان اموزش‌های حرفه‌ای را ارائه می‌دهند شامل: Code for America, Design Corps, Design Impact, Gulf Coast Community, Design Studio, bc WORKSHOP, IDEO.org می‌باشند. Gulf Coast Community Design Studio, IDEO.org.
دو تا از اولین برنامهٔ طراحی منفعت عمومی شامل: The Gulf Coast Design Studio در دانشگاه ایالتی می‌سی‌سی‌پی و Public Interest Design Summer Program در دانشگاه تگزاس بود.
. در ماه فوریهٔ سال ۲۰۱۵، دانشگاه ایالتی پوتلند، اولین برنامهٔ مجوز فارغ‌التحصیلی طراحی منفعت عمومی را درآمریکا راه اندازی کرد.
اولین برنامهٔ آموزشی در سطح حرفه‌ای در ماه جولای سال ۲۰۱۱ توسط مؤسسهٔ طارحی منفعت عمومی (PIDI) برگزار شد و در دانشکدهٔ طراحی تحصیلات تکمیلی هاروارد برگزار شد.
همچنین در سال ۲۰۱۱، پرسشنامهٔ مؤسسهٔ معماران آمریکا ۷۷درصداز اعضای AIA موافقت کردند که مأموریت تمرین حرفه‌ای طراحی منفعت عمومی می‌تواند به عنوان باوری تعریف شود که در ان هر شخص باید قادر باشد در اجتماعی سالم از لحاظ اقتصادی، اجتماعی و محیطی زندگی کند.

## نشریه‌ها، کنفرانس‌ها و نمایشگاه‌ها
چندین کتاب برای نمایش متخصصان و پروژه‌های طراحی به نفع عموم منتشر شده‌است.
- Good neighbors, Affordable Family Housing. Tom Jones, William Pettus and Michael Pyatok. 1977.[۲۴]
- Learning by building: Design and Construction in Architectural Education. William J. Carpenter, 1997.[۲۵]
- Good Deeds, Good Design: Community Service through Architecture. Bryan Bell, 2003.[۲۶]
- Design like you give a damn: Architectural Responses to Humanitarian Crises. Kate Stohr and Cameron Sinclair, ed. , 2006.[۲۷]
- Expanding Architecture, Design as Activism. Bryan Bell and Katie Wakeford, ed. , 2008.[۲۸]
- Design Revolution: 100 Products that En-power people. Emily Pilloton, 2009.[۲۹]
- The Power of Pro Bono: 40 Stories about Design for the public Good by Architects and their clients. John Cary, 2010.[۳۰]
- Design Like You Give a Damn 2: Building Change from the Ground Up. Kate Stohr and Cameron Sinclair, ed. , 2012.[۳۱]

ساختارهای سالانه برای گنجاندن نمایش‌های پروژه‌های طراحی به نفع عموم از سرتاسر جهان. اولین کنفرانس، که در سال ۲۰۰۰ برگزار شد، Design for 98% without Architects نامیده شد. یکی از مؤسسان Rural Studio، Samuel Mockbee حضار را به خدمات دهی برای بخش بیشتری از جمعیت فراخواند. من باور دارم که بیشتر ما با این امر موافق هستیم که معماری آمریکایی امروز تنها در بخش کوچکی از شرایط اقتصادی و اجتماعی نخبگان وجود دارد ... در ایجاد معماری، و در نهایت اجتماع، نباید تفاوتی وجود داشته باشد که برای کدام شرایط اجتماعی یا اقتصادی این کار انجام می‌شود، تا زمانی که وضع کنونی دنیای واقعی بوسیلهٔ این تصور تغییر شکل داده می‌شود که هارمونی صحیحی باید هم برای ثروتمندان و هم محرومان وجود داشته باشد.
این کنفرانس‌ها اکنون وارد ۱۴ امین سال می‌شود، که ۲۳ تا ۲۵ ماه مارچ سال ۲۰۱۳ برگزار می‌شود و دانشگاه طراحی مینوسوتا میزبان ان می‌باشد. این کنفرانس بخشی از رخدادی بزرگتر، و در نوع خود منحصر به فرد، از هفتهٔ طراحی به نفع عموم می‌باشد. دیگر وقایع مکرر، مهم‌ترین درمیان آن‌ها Design Like You Give a Damn می‌باشد، که توسط معماری برای بشریت هماهنگی شده‌است و Design Access Summit که توسط معماری عمومی هماهنگی شده یود، در سال‌های اخیر شکل گرفته‌اند.
در سال ۲۰۰۷، موزهٔ طراحی ملی Cooper Hewitt نمایشگاهی با عنوان Design for the other 90% به سرپرستی Cynthia Smith برگزار کرد.
به دنبال موفقیتت این نمایشگاه، Smith، Design other 90 را تبدیل به یک سری ادامه دار کرد، که دومین سری ان بنام Design for the other 90% بود. شهرها: در مرکز سازمان ملل برگزار شد. در سال ۲۰۱۰، Andres Lipek از موزهٔ هنرهای مدرن در نیویورک سرپرستی این نمایشگاه را بر عهده گرفت که small scale, big change نام گرفت: معماری‌های جدید از مشارکت‌های اجتماعی.” در سال ۲۰۱۲، عمارت کلاه فرنگی آمریکایی سیزدهمین نمایشگاه دو سالانهٔ معماری Venice به سرپرستی Cathy Lang Ho بر روی مداخلات همزمان تمرکز داشت: Design Actions for the Common Good. همچنین در سال ۲۰۱۲، Public Interest Design: Products, Places and Processes به سرپرستی John Cary و Courtney E. Martin در گالری Autodesk سانفرانسیسکو برگزار شد.

## شبکه‌های حرفه‌ای
یکی از قدیمی‌ترین شبکه‌هاهای حرفه‌ای مرتبط با طراحی به نفع عموم، سازمان حرفه‌ای بنام (Association for Community Design (ACD می‌باشد که در سال ۱۹۷۷ تأسیس شد.
در سال ۲۰۰۵، اصطلاحی خلق شده توسط معمار Kimberly Dowdell، بنام طراحی محیطی اقتصادی اجتماعی (Social Economic Environmental Design Network) (SEED) که توسط گروهی از رهبران طراحی در طول جلسه‌ای که میزبان ان Loeb Fellowship در دانشکدهٔ طراحی تحصیلات تکمیلی هاروارد بود، تأسیس شد. شبکهٔ SEED مجموعه‌ای متداول از پنج اصل را ایجاد کرد، به مراه معیاری برای متخصصان طراحی به نفع عموم. ابزاری برای ارزیابی، بنام ارزیاب SEED که به طراحان و متخصصان در پروژه‌ها کمک کرده و در جهت اهداف و معیارهای SEED می‌باشد.